# بوبي جونز (لاعب كرة قدم أمريكية)
بوبي جونز (بالإنجليزية: Bobby Johns)‏ هو لاعب كرة قدم أمريكية أمريكي، ولد في 17 مايو 1946 في برمنغهام في الولايات المتحدة.